# カリフォルニア州のラジオ放送局の一覧
カリフォルニア州のラジオ放送局の一覧（カリフォルニアしゅうのラジオほうそうきょくのいちらん）は、コールサインよるアルファベット順のカリフォルニア州のラジオ放送局の一覧である。

## 一覧
AM
- KABC
- KCBS
- KNBC
- FEBC

FM
- KALI  106.3MHz Team J Station - 全米唯一の24時間日本語ラジオ放送局
- KNCI
- KOST